# (22478) 1997 EM48
(22478) 1997 EM48 es un asteroide perteneciente al cinturón de asteroides, descubierto el 11 de marzo de 1997 por Eric Walter Elst desde el Observatorio de La Silla, Chile.

## Designación y nombre
Designado provisionalmente como 1997 EM48.

## Características orbitales
1997 EM48 está situado a una distancia media del Sol de 2,566 ua, pudiendo alejarse hasta 3,172 ua y acercarse hasta 1,959 ua. Su excentricidad es 0,236 y la inclinación orbital 4,627 grados. Emplea 1500,95 días en completar una órbita alrededor del Sol.

## Características físicas
La magnitud absoluta de 1997 EM48 es 15,03. Tiene 2,687 km de diámetro y su albedo se estima en 0,354.